# Paromomyidae
De Paromomyidae zijn een familie van uitgestorven zoogdieren.  Alle soorten uit deze familie leefden in Noord-Amerika en West-Europa en de fossielen dateren uit het Paleoceen (vanaf Torrejonian) en Eoceen (tot Uintan). 

## Classificatie
De classificatie van de Paromomyidae is omstreden. De familie wordt door Rose & Bown (1982) en Bloch, Boyer, Gingerich & Gunnell (2002) tot de orde Plesiadapiformes gerekend, terwijl Pettigrew et al. (1989) en McKenna & Bell (1997) de Paromomyidae indelen bij de orde Dermoptera (Huidvliegers). Het belangrijkste argument voor indeling bij de Dermoptera is het feit dat de bouw van de handen vergelijkbaar is tussen de paromomyiden en de hedendaagse huidvliegers. Deze vergelijkbare bouw van de handen deed sommige wetenschappers concluderen dat de paromomyiden ook een zweefhuid hadden, maar deze conclusie wordt sterk betwist.
De familie Paromomyidae omvat negen geslachten: Acidomomys, Dillerlemur, Edworthia, Elwynella, Ignacius, Paromomys, Phenacolemur, Pulverflumen en Simpsonlemur. Phenacolemur is het enige Europese geslacht en fossielen van dit dier zijn gevonden in de Franse Elzas. De overige geslachten leefden in de Verenigde Staten en Canada.

## Kenmerken
Het skelet van Ignacius wijst op een boombewonend dier dat kon klimmen als klauwaapjes. De schedelinhoud wijst op grote olfactoire bulbi en daarmee een goed ontwikkelde reuk. Het waren omnivoren die onder meer fruit aten. Ze varieerden in gewicht van 42 gram bij Edworthia tot 569 gram bij Pulverflumen.